# 周诒春故居
周诒春故居（周诒春廉洁事迹馆）位于中国安徽省黄山市休宁县北乡蓝田镇迪岭村周村，国道205线旁，是清华学校第三任校长周诒春（1883-1958年）故居。2012年12月26日列为第七批安徽省文物保护单位。2020年11月4日，周诒春廉洁事迹馆举行开馆仪式。